# Lancer du poids féminin aux Jeux olympiques d'été de 1948
Pour un article plus général, voir Athlétisme aux Jeux olympiques d'été de 1948.
Navigation
Helsinki 1952
L'épreuve du lancer du poids féminin aux Jeux olympiques de 1948 s'est déroulée le 4 août 1948 au Stade de Wembley de Londres, au Royaume-Uni. Elle est remportée par la Française Micheline Ostermeyer.
Le lancer du poids féminin se dispute pour la première fois dans le cadre des Jeux olympiques.

## Particularité historique
Micheline Ostermeyer, la future vainqueure, est également une pianiste virtuose. À la suite de sa victoire au lancer du disque, cinq jours plus tôt, où elle est devenue la première médaillée d'or française en athlétisme de l'histoire, les journalistes commencent à s'intéresser de près à ce phénomène. Elle explique: « Les récitals augmentent ma capacité de concentration alors que l'athlétisme m'apporte un repos mental. Je m'endors facilement entre les épreuves et je me réveille vide d'autres pensées que celle de la compétition ». Sans céder à la pression, elle s'impose aussi au poids.
Le soir même, devant un public incrédule, elle se produit au Royal Albert Hall, l'une des plus prestigieuses salles de Londres, et y joue des sonates de Beethoven.

## Résultats

### Finale
| Rang               | Athlète              | Pays            | Marque  | Notes |
| ------------------ | -------------------- | --------------- | ------- | ----- |
| Médaille d'or      | Micheline Ostermeyer | France          | 13,75 m | OR    |
| Médaille d'argent  | Amelia Piccinini     | Italie          | 13,09 m |       |
| Médaille de bronze | Ine Schäffer         | Autriche        | 13,08 m |       |
| 4                  | Paulette Veste       | France          | 12,98 m |       |
| 5                  | Jaroslava Komárková  | Tchécoslovaquie | 12,92 m |       |
| 6                  | Anni Bruk            | Autriche        | 12,50 m |       |
| 7                  | Marija Radosavljević | Yougoslavie     | 12,35 m |       |
| 8                  | Bevis Reid           | Grande-Bretagne | 12,17 m |       |
| 9                  | Ingeborg Mello       | Argentine       | 12,08 m |       |
| 10                 | Paulette Laurent     | France          | 12,03 m |       |
| 11                 | Eivor Olson          | Suède           | 11,84 m |       |
| 12                 | Marianne Schläger    | Autriche        | 11,77 m |       |